# Zsák Zoltán
Zsák Zoltán (Nyíregyháza, 1880. február 3. – Budapest, 1966. október 13.) botanikus, a mezőgazdasági tudományok kandidátusa (1962). Botanikai szakmunkákban nevének rövidítése: „Zsák”.

## Életpályája
Zsák Endre és Nádasi Emília fiaként született. 1902-ben a Kolozsvári Magyar Királyi Ferenc József Tudományegyetem Természettudományi Karán tanári, 1920-ban a Budapesti Tudományegyetemen bölcsészdoktori oklevelet szerzett. A kolozsvári egyetemen természetrajzot hallgatott és 1920-ban növénytanból doktorátust szerzett. Richter Aladár és Borbás Vince tanársegédje, 1908-tól haláláig a budapesti Vetőmagvizsgáló Állomás (később Intézet) munkatársa volt, közben 1941–1943 között a kassai Vetőmagvizsgáló Intézet vezetője, majd a budapesti vetőmagvizsgáló állomás  munkatársa, 1943-tól kísérletügyi főigazgató volt 1945-ben való nyugdíjazásáig, ez időtől az állomás szaktanácsadója lett. 1953-tól 1959-ig a Természettudományi Múzeum növénytárában külső munkatársként dolgozott.

## Munkássága
A vadon előforduló hibrideket kutatta, főként a növényi magvak (vetőmagok, gyommagvak) vizsgálatával foglalkozott. Több új taxont (elsősorban hibridet) vezetett be a tudományba, több 50 növényt talált meg elsőként Magyarországon: 8 magyarországi növény viseli a nevét.
Két nagy herbárium (Magyarország füveinek gyűjteménye; Magyarország sásféléinek, szittyóféléinek, gyékényféléinek, békabuzogányféléinek gyűjteménye), és több gyommaggyűjtemény összeállítója és fő gyűjtője. Régészeti magleletek meghatározásában is részt vett. Bekapcsolódott az országos fácánvizsgálatba is.

## Főbb munkái
- Zsák Zoltán: Adatok Temesvár környéke edényes növényzetének ismeretéhez (1916)
- Gerhardt Guido–Zsák Zoltán: A magyar lóhere és lucerna fontosabb gyommagvai (Budapest, 1938)
- Keve András–Zsák Zoltán–Kaszab Zoltán: A fürj gazdasági jelentősége (1953)
- Magyar Botanikai Lapokban, a Botanikai Közleményekben, az Aquila című folyóiratokban jelentek meg cikkei.